# アーク引越センター
アーク引越センター株式会社（アークひっこしセンター、AAKU HIKKOSHI CENTER）は、愛知県名古屋市中川区に本社を置く引越を中心とする運送会社である。青いアーチ型の模様に赤字の「0003」をあしらったロゴマークで、トラックもこのデザインである。
なお、全く同じ会社名で孫悟空のキャラクターの引越業者が東京都大田区、および愛知県春日井市にそれぞれ存在するが、当社とは全くの別会社である。こちらの英字綴りは Ark Moving となっている。

## 概要
- NTT電話帳（「タウンページ」など）では、一番先頭に掲載させる為に「AAKU引越センター」という名前でも名前を掲載していたことがあった。

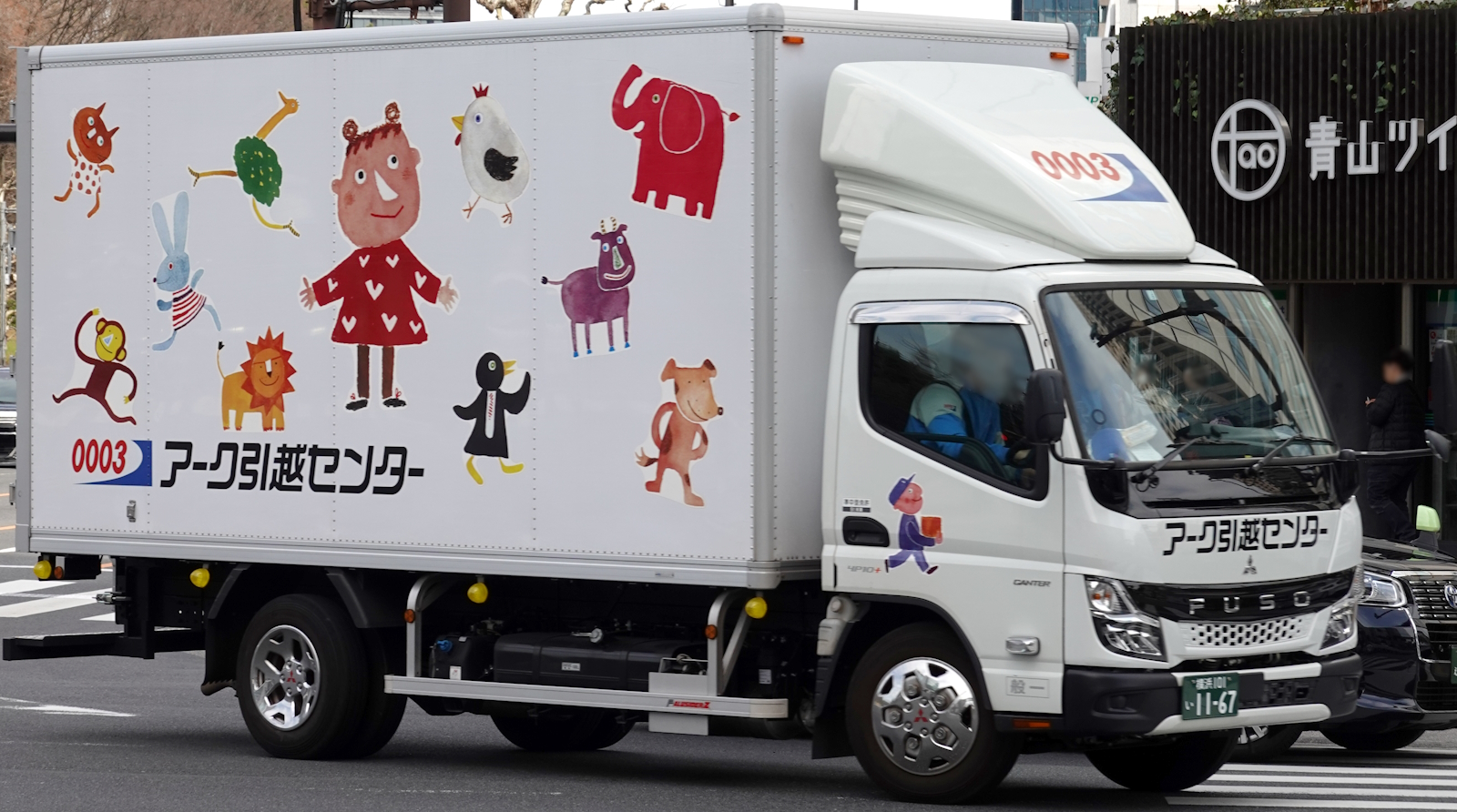
アーク引越センターの車両

## 沿革
- 1980年（昭和55年）2月1日 - アーク引越センターを創業。
- 1982年（昭和57年）5月19日 - 株式会社へ組織変更。「アーク引越センター株式会社」となる。

## 関連会社
関連会社のみだけでなく、フランチャイズの支店も含まれている。
- アーク引越センター福岡 - 主な支店としてアーク引越センター横浜に次いで2番目に設立された支店。
- アーク引越センター北陸
- アーク引越センター熊本
- アーク引越センター群馬
- アーク引越センター北海道
- アーク引越センター長野